# Pracht-Herbst-Krokus

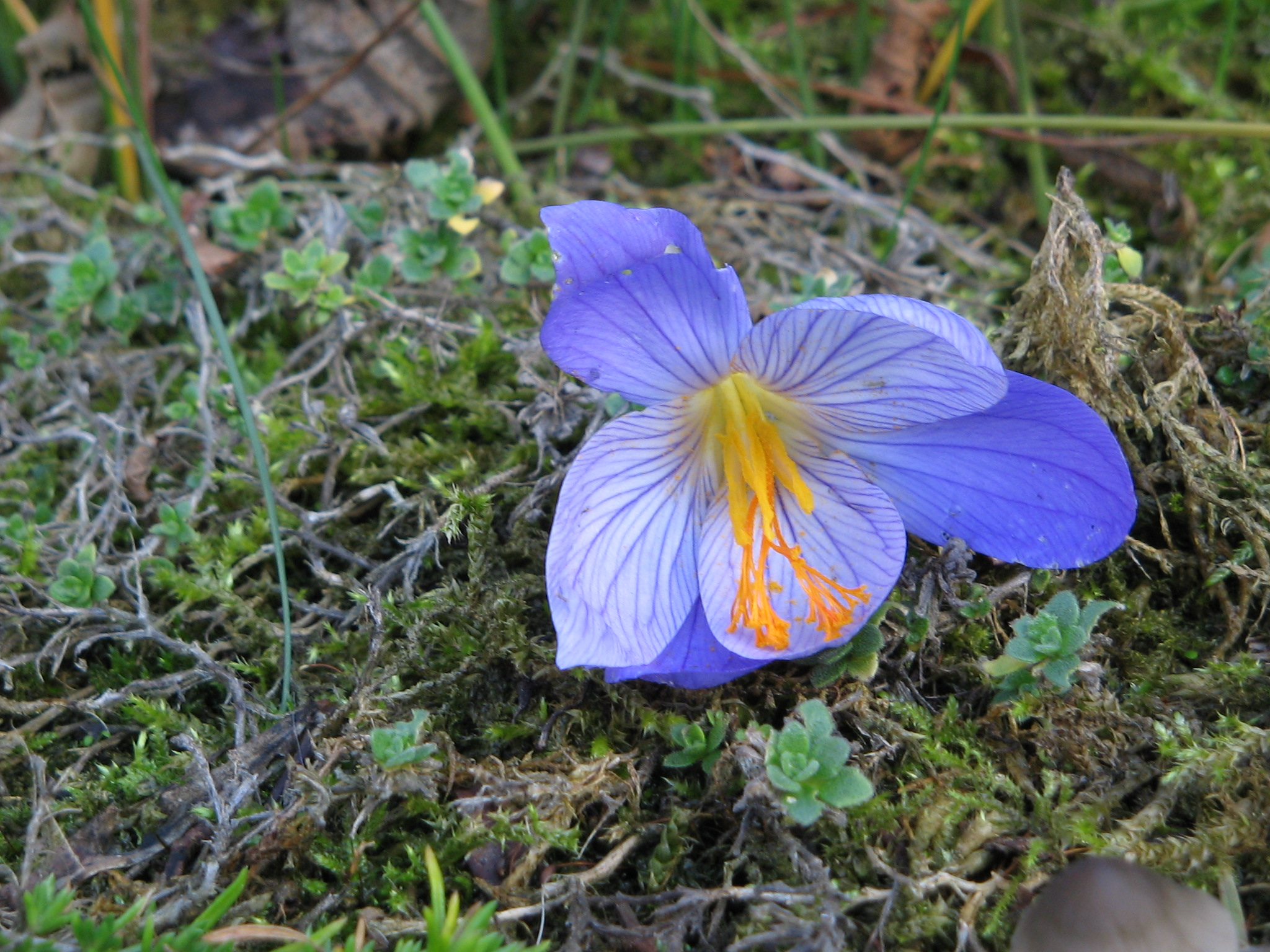
Innenseite der Blume

Der Pracht-Herbst-Krokus (Crocus speciosus) ist eine Pflanzenart aus der Gattung der Krokusse (Crocus).

## Merkmale
Der Pracht-Herbst-Krokus ist ein ausdauernder Knollen-Geophyt, der Wuchshöhen von 7 bis 15 cm erreicht. Die Knollenhülle ist papierartig und besitzt deutliche Ringe am Grund.
Die 3 oder 4 Blätter sind grün, zerstreut bewimpert und 4 bis 5 (selten bis 8) mm breit. Die Perigonzipfel messen 25 bis 60 × 8 bis 22 mm. Sie sind blaulila und besitzen auf der Außenseite in der Regel dunklere Flecken, dunkle Hauptnerven sowie feine Quernerven. Am Grund sind sie weiß bis blassgelb. Die Griffel weisen zahlreiche Äste auf und überragen die Staubblätter weit. Die Staubblätter haben gelbe Antheren (Unterschied zu Crocus pulchellus). 
Die Blütezeit liegt im Oktober, selten beginnt sie bereits im September und dauert bis November.
Die Chromosomenzahl beträgt 2n = 14 oder 18, seltener 6, 8, 10 oder 12.

## Vorkommen
Der Pracht-Herbst-Krokus kommt in der Nord- und Zentral-Türkei (mit Ausnahme des Westens), im Nord- und West-Iran, auf der Krim, im Ost-Kaukasus und in Transkaukasien vor. Die Art wächst in Laub- und Nadelwäldern und auf Weiderasen in Höhenlagen von 800 bis 2850 m ü. NN.

## Systematik
Der Pracht-Herbst-Krokus ist nahe mit Crocus pulchellus verwandt und hybridisiert auch mit diesem. 
Man kann folgende Unterarten unterscheiden:
- Crocus speciosus subsp. ilgazensis B.Mathew: Sie kommt in der nördlichen Türkei vor.[2] Sie wird von manchen Autoren auch als eigenständige Art angesehen: Crocus ilgazensis (B.Mathew) Ruksans.[2]
- Crocus speciosus subsp. speciosus: Sie kommt von der Türkei bis zum nördlichen Iran und auf der Krim vor.[2]
- Crocus speciosus subsp. xantholaimos B.Mathew: Sie hat einen gelben Schlund. Sie kommt in der nördlichen Türkei vor.[2] Sie wird von manchen Autoren auch als eigenständige Art angesehen: Crocus xantholaimos (B.Mathew) Ruksans.[2]

## Nutzung
Der Pracht-Herbst-Krokus wird zerstreut als Zierpflanze für Steingärten, Rabatten, Gehölzgruppen und Rasen genutzt. Die Art ist seit ungefähr 1835 in Kultur. Es gibt einige Sorten (Auswahl):
- 'Aitchisonii': Die Sorte ist groß- und spätblühend.
- 'Albus': Die Blüten sind weiß, der Schlund ist blassgelb.

## Belege
- Eckehart J. Jäger, Friedrich Ebel, Peter Hanelt, Gerd K. Müller (Hrsg.): Rothmaler Exkursionsflora von Deutschland. Band 5: Krautige Zier- und Nutzpflanzen. Spektrum Akademischer Verlag, Berlin Heidelberg 2008, ISBN 978-3-8274-0918-8.